# Blepharocerus chilensis
Blepharocerus chilensis är en fjärilsart som beskrevs av Philipp Christoph Zeller. Blepharocerus chilensis ingår i släktet Blepharocerus och familjen mott. Inga underarter finns listade i Catalogue of Life.